# شیخ شمزین
شیخ شمزین، روستایی است از توابع بخش سیلوانه و در شهرستان ارومیه استان آذربایجان غربی ایران.

## جمعیت
این روستا در دهستان ترگور قرار داشته و بر اساس سرشماری سال ۱۳۸۵ جمعیت آن ۴۱۳ نفر (۷۰ خانوار)
بوده‌است.